# James V. Monaco
James Vincent Monaco (* 13. Januar 1885 in Formia, Italien; † 16. Oktober 1945 in Beverly Hills, Kalifornien) war ein aus Italien stammender US-amerikanischer Liedtexter und  Komponist, der viermal für den Oscar für den besten Song nominiert war.

## Leben
Monaco komponierte seit 1911. Seinen ersten Erfolg konnte er 1913 mit dem Foxtrott You Made Ma Love You landen, zu dem ihm Joseph McCarthy den Text schrieb. Er machte ihn als Ragtime Jimmie bekannt. 24 Jahre später kam der Schlager in dem  Judy-Garland-Filmmusical Broadway Melody 1937 erneut heraus.
Mit dem Lied Dirty Hands Dirty Face schrieb er auch Musik für den allerersten Tonfilm Der Jazzsänger (1927) und war bis zu seinem Tod an der musikalischen Begleitung von über 100 Filmen beteiligt.
Bei der Oscarverleihung 1941 wurde er zusammen mit Johnny Burke erstmals für den Oscar für den besten Song nominiert, und zwar für Only Forever aus Rhythm on the River (1940). Weitere Nominierungen in dieser Kategorie folgten 1944 mit Al Dubin für We Mustn’t Say Goodbye aus Stage Door Canteen (1943), 1945 mit Mack Gordon für I’m Making Believe aus Sweet and Low-Down und schließlich posthum bei der Oscarverleihung 1947 erneut mit Mack Gordon für den Song I Can’t Begin to Tell You aus dem Film The Dolly Sisters (1945).
1970 wurde er posthum in die Songwriters Hall of Fame aufgenommen. Seine Musik wird auch Jahrzehnte nach seinem Tod für Filmmusiken verwendet wie zum Beispiel der 1913 mit Joseph McCarthy geschriebene Song You Made Me Love You in den Filmen Hannah und ihre Schwestern (1986), Zeit des Erwachens (1990), Sphere – Die Macht aus dem All (1998) oder Das größte Spiel seines Lebens (2005).